# 20e gala des prix Félix
Les lauréats des prix Félix en 1998, artistes québécois œuvrant dans l'industrie de la chanson, ont reçu leurs récompenses à l'occasion du vingtième Gala de l'ADISQ, animé par Céline Dion, René Simard, Jean-Pierre Ferland et André-Philippe Gagnon, et qui eut lieu le 1er novembre 1998.

## Prestations
| Chanson | Artiste     |
| ------- | ----------- |
| Terre   | Céline Dion |

## Catégories

### Interprète masculin de l'année
- Kevin Parent

Autres nommés : Daniel Bélanger, Sylvain Cossette, Claude Dubois, Jean Leloup, Bruno Pelletier, Michel Rivard.

### Interprète féminine de l'année
- Lynda Lemay

Autres nommées : Isabelle Boulay, France D'Amour, Luce Dufault, Nancy Dumais, Lara Fabian, Laurence Jalbert.

### Révélation de l'année
- Lili Fatale

Autres nommés : Basta, Nancy Dumais, Okoumé, Zarzuela.

### Groupe de l'année
- Dubmatique

Autres nommés : les Colocs, Lili Fatale, Noir Silence, Okoumé.

### Auteur-compositeur de l'année
- Mario Chenart

Autres nommés : Edgar Bori, France D'Amour, Luc Plamondon, Michel Rivard.

### Artiste s'étant le plus illustré hors Québec
- Lara Fabian

Autres nommés : la Bottine Souriante, Carmen Campagne, Lynda Lemay, François Pérusse.

### Artiste s'étant illustré dans une langue autre que le français
- Bran Van 3000

Autres nommés : Céline Dion, Steve Hill, Ranee Lee, Jeff Smallwood.

### Artiste de la francophonie s'étant le plus illustré au Québec
- Zachary Richard

Autres nommés : Arthur H, Thomas Fersen, IAM, Florent Pagny

### Chanson populaire de l'année
- Fréquenter l'oubli de Kevin Parent

Autres nommées : Le parapluie de Daniel Bélanger, Je t'oublierai, je t'oublierai d'Isabelle Boulay, Tassez-vous de d'là des Colocs, Belle ancolie de Luce Dufault, Parler aux anges de Nancy Dumais, Je t'aime de Lara Fabian, Pour toi de Laurence Jalbert, Belle de Garou, Daniel Lavoie et Patrick Fiori (Notre-Dame de Paris, Aime de Bruno Pelletier, Maudit bonheur de Michel Rivard.

### Album le plus vendu
- Miserere de Bruno Pelletier

Autres nommés : Notre-Dame de Paris (Artistes variés), La force de comprendre de Dubmatique, Lynda Lemay de Lynda Lemay, Versions Reno de Ginette Reno.

### Album pop de l'année
- Notre-Dame de Paris (Artistes variés)

Autres nommés : La fête de Manon Bédard, Lynda Lemay de Lynda Lemay, Versions Reno de Ginette Reno, Maudit bonheur de Michel Rivard.

### Album rock de l'année
- Dehors novembre des Colocs

Autres nommés : Le silence des roses de France D'Amour, Pain, amour et foin des Frères à ch'val, Piège de Noir Silence, Okoumé d'Okoumé.

### Album pop-rock de l'année
- Miserere de Bruno Pelletier

Autres nommés : États d'amour d'Isabelle Boulay, Parler aux anges de Nancy Dumais, Avant le squall de Laurence Jalbert, Parle pas si fort de Térez Montcalm.

### Album rock alternatif de l'année
- Radieux-sceptique de Basta

### Album country de l'année
- Les Fabuleux élégants des Fabuleux élégants

Autres nommés : C'est Noël une autre fois de Georges Hamel, Country de Renée Martel, Portrait de famille de la famille Daraîche.

### Album folk de l'année
- L'écho de bois de Michel Faubert

### Album instrumental de l'année
- Éden d'André Gagnon

### Album hip hop/techno de l'année
- Sentiments naturels de Carole Laure

### Album jazz de l'année
- Virage de Bernard Primeau Jazz Ensemble

### Album jeunesse de l'année
- Enchantée de Carmen Campagne

### Album humour de l'humour
- L'album du peuple - volume 1 Made for France de François Pérusse

Autres nommés : Joyeux Noël de Stéphane Rousseau, Les meilleures insolences d'un téléphone de Tex Lecor, Mourir pour le Canada de Mononc' Serge, Noël, c'est l'amour de Boum Ding Band

### Spectacle de l'année - auteur-compositeur-interprète
- Spectrum en fête (Artistes variés)

Autres nommés : Sylvain Cossette de Sylvain Cossette, Dubmatique de Dubmatique, Réservé de Diane Dufresne, Lynda Lemay de Lynda Lemay.

### Spectacle de l'année - interprète
- Miserere de Bruno Pelletier

Autres nommés : États d'amour d'Isabelle Boulay, Marie-Michèle Desrosiers chante les classiques de Noël avec l'Orchestre symphonique de la Montérégie de Marie-Michèle Desrosiers, Programme double de Michel Faubert, Collection privée de Patrick Norman.

### Spectacle de l'année - humour
- Claudine Mercier de Claudine Mercier

Autres nommés : Noël, c'est l'amour de Boum Ding Band, La Diva et Charles Dutoit de Natalie Choquette, Lévesque et Turcotte arrivent en ville de Dominique Lévesque et Dany Turcotte, Les nouvelles valeurs de François Morency, Toute la vérité de Marie-Lise Pilote.

### Vidéoclip de l'année
- Fréquenter l'oubli de Kevin Parent

Autres nommés : Feels de Lili Fatale, Le monde est à pleurer de Jean Leloup, Le parapluie de Daniel Bélanger

## Incident technique
Lors de la première prestation donc Terre de Céline Dion, la chanteuse a frôlé la mort en descendant dans une structure en forme de globe terrestre. En plein début d'intro instrumental, on peut entendre Céline dire « STOP! STOP ! » puisqu'un câble s'est brisé bien que la machine fût déjà en marche. Heureusement, la chanteuse est descendue en direction de la scène saine et sauve.

## Sources
Gala de l'ADISQ 1998